# Everything Is Healing Nicely
Everything Is Healing Nicely es un álbum del músico y compositor estadounidense Frank Zappa, editado de forma póstuma en diciembre de 1999. Consta de grabaciones extráidas de la preparación del conjunto de música Ensemble Modern para el recital en Alemania que sería editado bajo el nombre de The Yellow Shark (1993).

## Lista de canciones
1. «Library Card» – 7:42
2. «This Is a Test» – 1:35
3. «Jolly Good Fellow» – 4:34
4. «Roland's Big Event/Strat Vindaloo» – 5:56
5. «Master Ringo» – 3:35
6. «T'Mershi Duween» – 2:30
7. «Nap Time» – 8:02
8. «9/8 Objects» – 3:06
9. «Naked City» – 8:42
10. «Whitey (Prototype)» – 1:12
11. «Amnerika Goes Home» – 3:00
12. «None of the Above (Revised & Previsited)» – 8:38
13. «Wonderful Tattoo!» – 10:01